# Юнус-Бек Евкуров
Юнус-Бек Баматгиреевич Евкуров е руски държавник, политик и военачалник (генерал-майор), президент на Ингушетия, герой на Руската федерация (2000).

## Биография
Преминава обучение и служи в Съветска армия и военноморски флот в частите от морската пехота на Червеноармейския тихоокеански флот. Завършва Рязанското висше въздушно-десантно командно училище в Рязан (1989), Военната академия „Фрунзе“ в Москва (1997). Най-висшето военно училище в Русия – Военната академия на Генералния щаб на Въоръжените сили на Руската федерация, завършва през 2004 г.
Служи на командни длъжности във въздушно-десантните войски. Взема дейно участие в контратерористичните операции в Северен Кавказ. Отрядът на подполковник Евкуров изпълнява тежката задача да проведе разузнавателни акции, спасява от чеченски плен 12 руски военнослужещи.
През 1999 г. подразделението от руски десантчици под командването на Евкуров пристига на мисия в Косово, като част от SFOR, където охранява летище „Слатина“ и обезпечава безопасното пристигане на войските от други страни.
На 13 април 2000 г. Евкуров получава звание „герой на Руската федерация“ и е награден с медал „Златна звезда“. От 2004 г. е началник на Разузнавателното управление на Приволжко-уралския военен окръг (разположен в град Екатеринбург) и е повишен в гвардейски полковник.
На 30 октомври 2008 г. в съответствие с указ на президента на Руската федерация Дмитрий Медведев е назначен за временно изпълняващ длъжността президент на Република Ингушетия във връзка с подадената оставка от президента Мурат Зязиков. Още на следващия ден, 31 октомври 2008 г., в съответствие с алинея 18 от Федералния закон от 6 октомври 1999 г. № 184-ФЗ, кандидатурата на Евкуров е внесена за разглеждане от парламента на Ингушетия за неговото утвърждаване на длъжността президент на Република Ингушетия, като за назначението му гласуват 16 депутати, 1 е против, 1 бюлетина се оказва недействителна.

## Атентат
В ранната утрин на 22 юни 2009 г. срещу президента на Ингушетия Юнус-Бек Евкуров е извършено покушение. Движейки се по магистрала през микрорайон „Център-КамАЗ“ на град Назран, кортежът на Евкуров избутва от пътя лека кола, която се движи поразително бавно в средата на пътя. При маневрата леката кола се удря в кортежа, след което избухва.
В резултат охранител загива, а Евкуров и други 2 членове на неговата лична охрана са тежко ранени .
Президентът е хоспитализиран, а състоянието му се определя като тежко. На 23 юни 2009 г. властите задържат 4 души, членове на военизирано формирование, обвинявайки ги за покушението.